# اسوتلانا اوسیپووا
اسوتلانا اوسیپووا (ازبکی: Светлана Осипова؛ ۳ مهٔ ۲۰۰۰) تکواندوکار زن اهل ازبکستان است.
وی در مسابقات کشوری و بین‌المللی در مجموع برندهٔ ۳ مدال طلا،۳ مدال نقره ۵ مدال برنز شده است.